# 5939 Toshimayeda
Az 5939 Toshimayeda (ideiglenes jelöléssel 1981 EU8) a Naprendszer kisbolygóövében található aszteroida. Schelte J. Bus fedezte fel 1981. március 1-jén.